# Izanagi
Izanagi (Nhật: イザナギ) trong Cổ sự ký ghi là 伊邪那岐 ( (Y tà na kỳ)); trong Nhật Bản thư kỷ ghi là 伊奘諾 ( (Y trang nặc)) là một trong 12 vị thần thuộc thần thế thất đại trong thần thoại Nhật Bản và thần đạo. Ông còn được gọi bằng những cái tên Izanagi-no-Mikoto (伊邪那岐命/伊弉諾尊 (Y tà na kỳ mệnh /Y trang nặc tôn)) hay Izanagi-no-Ōkami (伊邪那岐神 (Y tà na kỳ thần)).

## Thần thoại

### Izanagi và Izanami
Izanagi và vợ, đồng thời cũng là em gái, Izanami, đã sáng tạo ra các hòn đảo của Nhật Bản và sinh ra nhiều vị thần quyền năng trong thần đạo. Izanami đã chết sau khi sinh ra thần lửa Kagu-tsuchi, quá phẫn nộ, Izanagi đã lập tức chém Kagu-tsuchi thành tám khúc bằng thanh kiếm Totsuka-no-Tsurugi. Sau đó, ông đã  xuống hoàng tuyền với hy vọng có thể đưa người vợ của mình trở về. Nhưng Izanami đã ăn thức ăn của hoàng tuyền nên không thể trở về được nữa. Izanagi đã phản bội lời hứa sẽ không nhìn vợ và đã thắp nên một ngọn lửa, chỉ để nhìn thấy cô trong diện mạo quái dị của quái vật. Quá xấu hổ và giận dữ, Izanami đã phái thần sét Yakusa no ikazuchi no kami và sửu nữ Yomotsu-shikome đuổi giết ông ta. Izanagi đã trốn thoát, nhưng Izanami, giờ đã trở thành nữ thần chết thề sẽ giết hàng ngàn người mỗi ngày. Izanagi đáp lại rằng sẽ có một ngàn năm trăm người được sinh ra mỗi ngày.

### Tắm rửa và sinh ra Amaterasu, Tsukuyomi và Susanoo
Trong lúc tắm rửa sau khi trở về, Izanagi đã sinh ra nữ thần mặt trời Amaterasu từ mắt trái, thần mặt trăng Tsukuyomi từ mắt phải và thần bão Susanoo từ mũi.